# Світла академія
Світла академія (англ. Light academia) — естетика та субкультура, яка є світлішою та легшою варіацією темної академії. Термін «світла академія» з'явився на Tumblr у 2019 році й набув популярності на початку 2020-х років.

## Естетика
Світла академія подібно до темної містить любов до читання, історії, мистецтва та навчання. Відмінними її роблять зображення античності, філософія, а також більш позитивні погляди, прогулянки в парку або лісі та домашній затишок, що частково відсилає до коттеджкору. Також часто використовуються мотиви Парижу XIX століття.
Головними кольорами естетики є білий, кремовий, бежевий та коричневий. Серед одягу прихильників Світлої академії переважають водолазки, в'язані жилети, костюми та принт-клітинка.

## Поширення
Світла академія вперше з'явилася в текстовій публікації мережі Tumblr користувачем «plantaires» 17 січня 2019 року. За декілька років, особливо, під час пандемії коронавірусу, естетика швидко поширилася у Tumblr, TikTok, Pinterest, YouTube та інших соціальних мережах.
У 2021 році вона увійшла в топ-10 найпопулярніших естетик Tumblr, а станом на 2022 рік, займає у топі 3 місце.

## Медіа
Література, яку класифікують як легку академічну, включає романи «Брайдсхед переглянутий», «Ніколи не відпускай мене» та «Маленькі жінки», а також серію манґи «Маленька відьмацька академія». Фільми, класифіковані як легка академічна література, включають «Назви мене своїм ім'ям» (2017), «Переконання» (2022) та «Гордість і упередження» (2005). До легких академічних телесеріалів належать «Анна з Е» від Netflix, «Дівчата Деррі», «Дівчата Ґілмор», а також оригінальні серіали Netflix «Бріджертон», «Серцеїд» і «Сексуальна освіта».